# Église Saint-Martin du Theil
L'église Saint-Martin est une église située au Theil, en France.

## Description
Cette église de style roman, qui date du XIe siècle, est composée d'une nef sans fenêtre de trois travées qui reposent sur des piliers carrés. Elle a été agrandie au XIIe siècle avec la construction du transept et de deux petites chapelles. Le clocher de l'église est surmonté d'une flèche en pierre de 52 assises qui date du XIVe siècle. À son nord se trouve également une chapelle seigneuriale du XVIIe siècle. Les collatéraux en quart de cercle ont été réalisés selon le mode auvergnat. Un porche plus récent se trouve au-dessus de la porte latérale qui est entourée de deux colonnettes. Dans le transept, au sud, la porte de l’escalier du clocher constitue un autre élément intéressant. Un caquetoire latéral s'appuie sur le mur sud de la nef.
À l'intérieur de l'église, des peintures murales naïves représentent des scènes religieuses. Trois œuvres qui étaient conservées dans l'église et qui restent la propriété de la commune sont depuis 1995 déposées au musée Anne-de-Beaujeu de Moulins : une Vierge à l'enfant, huile sur bois de la deuxième moitié du XVe siècle avec un cadre d'origine, classée M.H. en 1918, une plaque en argent fondu et gravé du XVIe siècle du type Baiser de paix, classée M.H. en 1918, et un Mariage mystique de sainte Catherine, huile sur toile du XVIIIe siècle, également classée M.H. en 1918.
La visite de l'église peut s'effectuer grâce à un panneau d'information.

## Localisation
L'église est située sur la commune du Theil, dans le département français de l'Allier.

## Historique
L'édifice religieux, construit aux 11e et 12e siècles, est inscrit au titre des monuments historiques en 1927.